# Evarcha optabilis
Evarcha optabilis là một loài nhện trong họ Salticidae.
Loài này thuộc chi Evarcha. Evarcha optabilis được Irving Fox miêu tả năm 1937.